# Айдинян, Станислав Артурович
Станисла́в Арту́рович Айдиня́н (род. 13 апреля 1958 года, Москва) — художественный критик, искусствовед, поэт, прозаик, журналист. Член Союза российских писателей (2002), заместитель председателя Южнорусского Союза Писателей (2004), главный редактор литературно-художественного журнала «Южное сияние» (с 2011), член Русского ПЕН-центра (2022).

## Биография
Родился в семье народного артиста Армянской ССР, известного певца Артура Айдиняна, репатрианта из королевства Греция (1947). В 1981 г. окончил филологический факультет Ереванского государственного университета. Также четыре года обучался на курсах искусствоведения в Государственном институте русского и иностранных языков им. В. Я. Брюсова.
С 1975 года как журналист сотрудничал с центральными и региональными газетами и журналами СССР, в 1980-х годах сотрудничал как внештатный корреспондент с журналом «Этюд Совьетик» (Париж).
В 1989—1991 годах преподавал на кафедре философии Коломенского педагогического института курс эстетики и мировой культуры. В 1993—1994 гг. был сотрудником Московской государственной галереи «Нагорная», где осуществил ряд художественных проектов.
С 1984 по 1993 — литературный секретарь А. И. Цветаевой, сестры М. И. Цветаевой. Совместно с А. И. Цветаевой участвовал в создании окончательной авторской редакции её романа «Amor». Редактор, составитель, автор вступительных статей к книгам А. И. Цветаевой — «О чудесах и чудесном» (1991), «Непостижимые» (1992), «Неисчерпаемое» (1992), «Сказки» (1994), к книге стихотворений «Мой единственный сборник» (1995), «Александров» (2001), «Воспоминания» в 2-х томах (2008), Воспоминания о Борисе Пастернаке (2022), «Букет полевых цветов» (2023). Осуществил несколько десятков публикаций в периодической печати, посвященных жизни и творчеству сестер Цветаевых.
С 1992 года — научный сотрудник и член ученого совета Литературно-художественного музея М. и А. Цветаевых в г. Александрове. С 1996 года — официальный искусствовед Федерации Акваживописи Международного художественного фонда. С 1997 года — директор культурных программ «Спейс». С 2003 г. — составитель и редактор литературно-художественной антологии в составе журнала «Меценат и Мир» — «Одесские страницы» (вып. 1 — 9, 2003—2013). Главный редактор журнала «Южное сияние».
Станислав Айдинян — вице-президент Российско-итальянской «Академии Феррони», аркадской академии художественного творчества и импровизации; заместитель председателя по общественным связям Творческого союза профессиональных художников(2007—2020).
С начала 2004 г. Ст. Айдинян — постоянный автор-искусствовед журнала «Новая деревня. Малоэтажное строительство», который посвящал свои страницы и его творчеству, отмечая юбилеи в 2008 и 2023 гг.
Публиковался в альманах «Межвековье», (Санкт-Петербург), «Равноденствия» (Санкт-Петербург), «Меценат и мир» (Москва), «Дерибасовская — Ришельевская» (Одесса), «Путь к Арарату» (Москва), «ЛитЭра» (2011 — 22), «Литературный Казантип» (2013), в журналах «Грани», «Новый мир», «Мир Паустовского», и др., а также в антологиях поэзии «Кайнозойские Сумерки» (2008), «Солнечное сплетение» (2010), которые готовил к выпуску.
За личный вклад в отечественную многонациональную культуру и укрепление Российской государственности награждён медалью «Профессионал России», за литературные заслуги — медалью Лермонтова, медалью Чехова, медалью «За выдающиеся достижения в литературе», орденом «Честь и слава Великой России». Удостоен почётного звания «Академик Российской академии художественной критики»
Председатель отделения искусствоведения Международной академии современных искусств; действительный член Европейской академии естественных наук; член экспертного совета Ассоциации художников-портретистов.
Лауреат литературной премии Международного сообщества писательских союзов и Конгресса литераторов Украины имени Ю. Каплана (2012), литературной премии «Славянские традиции» (2016), лауреат премии «Писатель XXI века» в номинации «НОН-ФИКШН» (2017).
Станиславом Айдиняном написано множество статей о современных известных художниках, таких, как Александр Калугин, Степан Химочка, Юлия Долгорукова , Евгений Изосимов, Иван Ищенко, Юрий Авалишвили, Елена Старкова, Андрей Мунтян, Валерий Чурик, Елена Краснощёкова, Сергей Соколов и многих других. Станислав Айдинян как литературный критик немало пишет о современной литературе. Среди тех, к творчеству которых он обращался — Андрей Битов, Евгений Чигрин, Александр Карпенко, Емельян Марков, Евгения Джен Баранова и многие другие.

## Отдельные авторские издания
1. Станислав Айдинян. «Малый жанр» Агаси Айвазяна" (Краткая вступительная заметка А.И Цветаевой), Ереван, Общество «Знание» Арм. ССР, 1988. 

2. Станислав Айдинян. «Подслушанный Фауст» (Послесловие Ю. Мамлеева. Гравюры С. Удовиченко), Москва, «Гиль — Эстель», 1993. 

3. Станислав Айдинян. «Атлантический перстень. Медитации, новеллы, легенды», Москва, «Гиль — Эстель», 1994. 

4. Станислав Айдинян. «Скалы», сборник стихотворений, Москва, «Гиль-Эстель», 1995. 

5. Станислав Айдинян. «С душой побыть наедине» (Предисловие Г. Группа), сборник стихотворений, Одесса, «Iнга», 2001. 

6. Станислав Айдинян. «С душой побыть наедине», сборник стихотворений, (изд. 2-е исправленное), Одесса, «Iнга», 2002. 

7. Станислав Айдинян. «Химерион» (Иллюстрации Г. Ф. Цомакиона), цикл стихотворений, Одесса, «Iнга», 2002. 

8. Станислав Айдинян. «В ореоле памяти: Константин Бальмонт», Шуя, Музей К. Д. Бальмонта, 2005.

9. Станислав Айдинян. «От небес до земли: Константину Бальмонту», Шуя, Гос. литературно-краеведческий музей К. Бальмонта, 2007.

10. Станислав Айдинян. «Хронологический обзор жизни и творчества А. И. Цветаевой», Москва, «Акпресс», 2010.

11. Станислав Айдинян. «Механика небесных жерновов: стихи двух веков», Москва, «Гуманитарий», 2014.

12. Станислав Айдинян. «Четырехлистник: — Константин Бальмонт, Анастасия и Марина Цветаевы, Анатолий Виноградов; очерки, статьи, исследования». Москва: «Экслибрис-Пресс», 2017.

13. Станислав Айдинян. Разноименное. Очерки, статьи, рецензии. — М.: «Серебряные нити», 2019.

## Публикации
- Пушкин и русское зарубежье // Дельфис. 1999. № 20(4). С.98—99.
- «Все стихи Станислава Айдиняна» // 45 параллель
- Станислав Айдинян «Чудо в молчании», «Сон», «Два слепца», «Три змеи» // Из книги «Провинция у моря»
- Ст. Айдинян. «Дождь идёт за окном вселенной…» — стихотворения // Журнал «Кольцо А» № 95-96
- «Весь мир — органный звук» и другие стихотворения // Журнал «Золотое Руно»
- Станислав Айдинян Из книги «Четырехлистник». — Нина Берберова о Майе Роллан и Анастасия Цветаева (Предисловие Елены Крюковой) // Журнальный мир — Нижний Новгород 2020, № 1
- Станислав Айдинян «Анатолий Корнелиевич Виноградов — судьба и творчество писателя» // ЛитБук. Культура.
- Станислав Айдинян «Стендалевская линия о романах А. К. Виноградова» // Журнальный клуб Интелрос «Южное Сияние» № 1, 2021